# Антоний (Рудей)
Антоний (рум. Antonie, в миру Андрей Георгиевич Рудей, рум. Andrei Rudei; 14 марта 1969, село Шестачь, Сынжерейский район, Молдавская ССР) — основатель и глава неканонической «Истинно-православной церкви Молдавии» с титулом «архиепископ Бэлцский и Молдовский».

## Биография
Родился 14 марта 1969 года в селе Шестачь Сынжерейского района в Молдавии в семье крестьян. После окончания школы учился в Ново-Нямецкой духовной семинарии Ново-Нямецкого монастыря в честь преподобного Паисия Величковского.
21 ноября 1989 года епископом Кишинёвским Владимиром (Кантаряном) был рукоположён в сан диакона, а 19 декабря — в сан пресвитера.
5 января 1990 года назначен настоятелем храма в честь святых Архистратигов Михаила и Гавриила в селе Старые Биличены Сынжерейского района Молдавии.
В 1997 году со своим приходом перешёл из Московского патриархата в РПЦЗ, обличая руководство Кишинёвской митрополии в симонии, взимании с приходов непомерных налогов, а также в грубом попрании принципов православной соборности.
В том же году епископом Одесским и Таврическим Агафангелом (Пашковским) он был пострижен в монашество с наречением имени Антоний в честь преподобного Антония Печерского.
31 декабря 1997 года решением митрополита Кишинёвского Владимира (Кантаряна) запрещён в священнослужении.
Постепенно в священные степени были посвящены ближайшие помощники и ученики иеромонаха Антония. 1 апреля 2000 года было образовано Молдавское благочиние РПЦЗ, которое возглавил иеромонах Антоний.
В 2000 году подал документы на регистрацию «Истинно-православной церкви в Молдове». После отказа Министерства юстиции зарегистрировать юрисдикцию 29 ноября 2000 года подал в суд.
4--5 сентября 2001 года в храме Иконы Божией Матери «Взыскание погибших» в Воронеже принял участие в «I Всероссийском совещании архиереев, духовенства и мирян РИПЦ — РПЦЗ», в котором участвовали Лазарь (Журбенко), Вениамин (Русаленко), Агафангел (Пашковский), 23 священника и 13 мирян. Собрание в послании митрополиту Виталию выразило «полную поддержку Вашему Окружному посланию от 22 июня 2001 г. <…> В связи с этим мы продолжаем Вас считать единственно законным Первоиерархом Русской Зарубежной Церкви и сыновне просим Вас не оставлять пост Первоиерарха в это смутное время».
В октябре 2001 года иеромонах Антоний (Рудей) вместе со старостой храма доктором А. А. Ковалёвым посетил Нью-Йорк во время проведения Архиерейского собора РПЦЗ, когда должна была обсуждаться его кандидатура на епископскую хиротонию. Не признал избрания архиепископа Лавра (Шкурлы) первоиерархом РПЦЗ и, поддержав раскол в Русской зарубежной церкви, вошёл в состав новообразованной неканонической «Русской православной церкви заграницей» юрисдикции митрополита Виталия (Устинова). 20 ноября Молдовское благочиние РПЦЗ, возглавляемое иеромонахом Антонием, перешло в юрисдикцию лишённого сана епископа Варнавы (Прокофьева).
19 марта 2002 года запрещён в служении епископом Агафангелом (Пашковским) за уход в раскол. 1 марта 2003 года епископ Агафангел (Пашковский) направил письмо в правительство Молдовы, где сообщил департаменту, который ведает регистрацией религиозных организаций, что духовенство Молдавского благочиния вышло из состава РПЦЗ, «не представляет ни один из признанных религиозных центров и не может претендовать на юрисдикционную принадлежность к Православной Церкви».
Архиерейский собор РПЦЗ(В) от 16–20 мая 2003 года постановил хиротонисать архимандрита Антония (Рудея) во епископа Бэлцского и Молдовского с возведением Молдавского благочиния в викариатство Европейской епархии РПЦЗ (В).
28 июля того же года в парижском храме Всех Святых, в земле Российской просиявших, настоятелем которого являлся протоиерей Вениамин Жуков, утром перед службой Варнава (Прокофьев) совершил наречение архимандрита Антония (Рудея) во епископа Бэлцского, викария Западно-Европейской епархии РПЦЗ(В). В тот же день во время литургии состоялось его епископская хиротония, которую совершили иерархи РПЦЗ(В) Варнава (Прокофьев) и Варфоломей (Воробьёв). Вскоре, 28 ноября 2003 года, архиерейским собором учреждается отдельная Молдовская епархия, с попечением об Украине, Белоруссии, Литве, Латвии и Эстонии. Управляющим епархией назначается епископ Антоний, с титулом Бэлтский и Молдовский.
Решением прошедшего 23–25 ноября 2005 года Архиерейского собора РПЦЗ(В) «временно архипастырскому попечению Преосвященного Антония» была поручена Западно-Европейская епархия РПЦЗ(В).
11 июня 2006 года епископ Антоний (Рудей) письменно обратился к митрополиту Виталию и ко всем преосвященным, заявляя, в частности: «… не могу быть согласен с каноническими нарушениями церковного порядка со стороны Влл. Антония (Орлова) и Виктора (Пивоварова)», прося митрополита Виталия «незамедлительно вмешаться и созвать Архиерейский Собор, после покаяния вышеуказанных архиереев, во избежания окончательного раскола в нашей Церкви». 30 июля 2006 года решением Архиерейского синода РПЦЗ(В) назначен временным управляющим «Европейской частью Российской территории» в связи с отстранением Виктора (Пивоварова), который ушёл из РПЦЗ(В-В).
В ноябре 2007 года после выигранного в ЕСПЧ дела ему удалось официально зарегистрировать свою епархию как «Истинно-православную церковь Молдовы» (Biserica Adevărat-Ortodoxă din Moldova), после чего самочинно и единолично (в нарушении канонов) провёл архиерейские хиротонии Серафима (Скуратова) во «епископа Бирмингемского» и Романа (Апостолеску) во «епископа Брюссельского». По заверению самого Антония, эти хиротонии совершены «с согласия Преосвященного Варфоломея, Епископа Едмонтонского и Западно-Канадского».
Дальнейшее развитие внутрицерковного конфликта привело к созыву 21–24 декабря 2007 года совместного приходского собрания приходов Южно-Российской епархии РПЦЗ(В-В), принявшего решение о выходе из административного подчинения «епископу» Антонию (Рудей) и переходе в ведение «епископа» Анастасия (Суржика).
9 января 2008 года епископ Антоний (Рудей) объявил об отделении от двух других епископов РПЦЗ(В-В) и провозгласил независимость новообразованной религиозной органицазии. Тогда же стало известно о совершённых им хиротониях. По мнению наблюдателей, за столь радикальными действиями и заявлениями Антония стоял секретарь Архиерейского синода РПЦЗ(В) лишённый священного сана в 2001 году парижский протоиерей Вениамин Жуков.
7 апреля 2008 года Архиерейский собор РПЦЗ(В-В) в Монреале постановил «начать судебное расследование раскольнической деятельности епископа Антония (Рудей) и до окончания этого процесса отстранить его от управления вверенных ему епархий (Определение Архиерейского Собора № 5), в том числе и Западно-Европейской».
17 июля 2008 года наделён титулом «архиепископа Бэлцского и Молдовского». Кафедра находится в селе Биличений-Векь (Молдова).
Определением Архиерейского собора РПЦЗ (В-В) от 12/25 ноября 2008 года был запрещён в священнослужении.
Определением Архиерейского собора РПЦЗ (В-В) от 24 сентября/7 октября 2011 года лишён священнического сана.
6 мая 2014 года в своём воззвании констатировал, что «на Украине разразилась братоубийственная война, ведущая по мере увеличения жертв к ожесточению враждующих сторон» и призвал «всех священнослужителей и мирян нашей Церкви приступить к молитвенному подвигу для врачевания междоусобной брани на Украине».